# Camptotypus nigripodus
Camptotypus nigripodus là một loài tò vò trong họ Ichneumonidae.